# Aeroporto di Nojabr'sk
L'aeroporto di Nojabr'sk (in russo: Аэропорт Ноябрьск) è un aeroporto internazionale situato a 11 km ad ovest di Nojabr'sk, nella regione del Circondario autonomo Jamalo-Nenec, in Russia.

## Strategia
L'aeroporto è lo hub della compagnia aerea russa UTair.

## Dati tecnici
L'aeroporto di Nojabr'sk dispone di una pista attiva di classe C asfaltata di 2.509 m х 42 m. Il peso massimo al decollo dalla pista è di 191 tonnellate.
L'aeroporto è stata attrezzato per l'atterraggio/decollo dei seguenti tipi degli aerei: ATR 42, Ilyushin Il-76, Tupolev Tu-134, Tupolev Tu-154, Yakovlev Yak-40, Yakovlev Yak-42, Antonov An-12, Antonov An-24, Antonov An-26 e di tutti i tipi degli elicotteri.
L'orario d'apertura dell'aeroporto d'inverno: dalla ore 02.30 fino alle ore 16.30 (ora UTC), d'estate dalle ore 01.30 fino alle ore 15.30 (ora UTC).

## Collegamenti con Nojabr'sk
Terminal aeroportuale si trova a 11 km dal centro cittadino ed è facilmente raggiungibile dalla Stazione di Nojabr'sk delle Ferrovie russe con la linea no.7 del trasporto pubblico municipale col intervallo di 40-50 minuti.